# 773
| 773                |
| ------------------ |
| Dødsfald - Fødsler |
|                    |

| Gregoriansk kalender | 773 DCCLXXIII           |
| Ab urbe condita      | 1526                    |
| Armensk kalender     | 222 ԹՎ ՄԻԲ              |
| Kinesiske kalender   | 3469 – 3470 壬子 – 癸丑 |
| Etiopisk kalender    | 765 – 766               |
| Jødisk kalender      | 4533 – 4534             |
| Hindukalendere       |                         |
| - Vikram Samvat      | 828 – 829               |
| - Shaka Samvat       | 695 – 696               |
| - Kali Yuga          | 3874 – 3875             |
| Iransk kalender      | 151 – 152               |
| Islamisk kalender    | 156 – 157               |

Se også 773 (tal)